# Хопи-хаус
Хопи-хаус (англ. Hopi House) — здание в стиле традиционных жилищ пуэбло на Южном Гребне Гранд-Каньона на территории Национального парка Гранд-Каньон в штате Аризона. Входит в состав Исторического района Деревня Гранд-Каньон. Относится к группе из 6 знаменитых зданий в стиле Дикого Запада, которые спроектировала архитектор Мэри Джейн Колтер.
Колтер проектировала Хопи-хауc как музей-выставку, где индейцы хопи могли бы жить, занимаясь традиционными ремёслами и продавая свои изделия. В основу внешнего вида здания легло сооружение хопи в г. Ораиби, штат Аризона. Во внутренних помещениях расположен музей, магазины и выставки.